# Leon M. Lederman
Leon Max Lederman (født 15. juli 1922, død 3. oktober 2018) var en amerikansk eksperimentelfysiker, der modtog Wolf Prize in Physics i 1982, sammen med Martin Lewis Perl, for deres forskning i kvarker og leptoner og nobelprisen i fysik i 1988 sammen med Melvin Schwartz og Jack Steinberger for deres forskning i neutrinoer. Lederman var direktør for Fermi National Accelerator Laboratory (Fermilab) i Batavia, Illinois. Han grundlagde Illinois Mathematics and Science Academy i Aurora i 1986 og var Resident Scholar Emeritus på stedet fra 2012 frem til sin død i 2018.